# Lijst van oorlogsmonumenten in Wassenaar
De Nederlandse gemeente Wassenaar heeft verschillende oorlogsmonumenten. Hieronder een overzicht. 
| Nr.                             | Object                                       | Herdachte groep | Ontwerper                                                      | Onthulling       | Type            | Locatie                                  | Plaats    | Coördinaten                  | Foto              |
| ------------------------------- | -------------------------------------------- | --- | -------------------------------------------------------------- | ---------------- | --------------- | ---------------------------------------- | --------- | ---------------------------- | ----------------- |
| 829                             | Waalsdorpervlakte                            | verzet Nederland | Firma M.M. Oosenbrug en Zonen; Petit, Fritsen (klokkengieters) | 3 mei 1946       | overig          | Oude Waalsdorperweg                      | Den Haag  | 52° 6' 27" NB, 4° 19' 21" OL | Meer afbeeldingen |
| 2385                            | Oorlogsmonument Voor hen die vielen          | militairen in dienst van het Ned. Kon. na 1945, militairen in dienst van het Ned. Kon. 1940-1945, burgerslachtoffers | J.M. Veldheer (beeld), J.G. van Tol (hekwerk)                  | 13 december 1952 | beeld/sculptuur | Schouwweg 75, 2243 BA                    | Wassenaar | 52° 7' 35" NB, 4° 22' 32" OL | Meer afbeeldingen |
| 2386                            | Bevrijdingsmonument                          | algemeen | Arie Bontenbal (ontwerp)                                       | 4 mei 1946       | beeld/sculptuur | De Lus, 2242 AE                          | Wassenaar | 52° 8' 24" NB, 4° 24' 30" OL | Meer afbeeldingen |
| 2387                            | Monument op renbaan Duindigt                 | overig | Koninklijke Van Kempen en Begeer (uitvoering)                  | 30 april 1995    | plaquette       | Waalsdorperlaan 29, 2244 BN              | Wassenaar | 52° 6' 21" NB, 4° 20' 23" OL |                   |
| 2388                            | Monument in de Dorpskerk                     | overig |                                                                | 8 november 1946  | gedenksteen     | Plein 3, 2242 KB                         | Wassenaar | 52° 8' 42" NB, 4° 23' 30" OL |                   |
| 2389                            | Joods monument                               | vervolgden Nederland                                                                                                 |                                                                | 28 december 1947 | zuil            | Het Kerkehout 6, 2245 XR                 | Wassenaar | 52° 6' 41" NB, 4° 22' 22" OL | Meer afbeeldingen |
| 2390                            | Monument voor de zusters Willibalda en Lioba | burgerslachtoffers                                                                                                   |                                                                |                  | gedenksteen     | Eikenlaan 3, 2245 BD                     | Wassenaar | 52° 7' 13" NB, 4° 22' 58" OL |                   |
| 2393                            | Monument aan de Wassenaarse Slag             | geallieerde militairen                                                                                               |                                                                | 3 mei 1985       | gedenksteen     | Wassenaarse Slag                         | Wassenaar | 52° 8' 36" NB, 4° 23' 41" OL | Meer afbeeldingen |
| Dit oorlogsmonument op Wikidata | Stolpersteine                                | vervolgden Nederland, Joodse oorlogsslachtoffers                                                                     | Gunter Demnig                                                  |                  | reliëf          | Zie Lijst van Stolpersteine in Wassenaar | Wassenaar |                              | Meer afbeeldingen |

Alblasserdam ·
Albrandswaard ·
Alphen aan den Rijn ·
Barendrecht ·
Bodegraven-Reeuwijk ·
Capelle aan den IJssel ·
Delft ·
Den Haag ·
Dordrecht ·
Goeree-Overflakkee ·
Gorinchem ·
Gouda ·
Hardinxveld-Giessendam ·
Hendrik-Ido-Ambacht ·
Hillegom ·
Hoeksche Waard ·
Kaag en Braassem ·
Katwijk ·
Krimpen aan den IJssel ·
Krimpenerwaard ·
Lansingerland ·
Leiden ·
Leiderdorp ·
Leidschendam-Voorburg ·
Lisse ·
Maassluis ·
Midden-Delfland ·
Molenlanden ·
Nieuwkoop ·
Nissewaard ·
Noordwijk ·
Oegstgeest ·
Papendrecht ·
Pijnacker-Nootdorp ·
Ridderkerk ·
Rijswijk ·
Rotterdam ·
Schiedam ·
Sliedrecht ·
Teylingen ·
Vlaardingen ·
Voorne aan Zee ·
Voorschoten ·
Waddinxveen ·
Wassenaar ·
Westland ·
Zoetermeer ·
Zoeterwoude ·
Zuidplas ·
Zwijndrecht